# Condado de Franklin (Arkansas)
El condado de Franklin (en inglés: Franklin County) es un condado en el estado estadounidense de Arkansas. En el censo de 2000 tenía una población de 17 771 habitantes. Es parte del área metropolitana de Fort Smith. Tiene dos sedes de condado: Charleston y Ozark. Fue fundado el 19 de diciembre de 1837 y nombrado en honor a Benjamin Franklin.

## Historia
El condado de Franklin fue formado a partir de una porción del Condado de Crawford en diciembre de 1837. En ese entonces, el territorio era mucho más grande pues que incluía al condado de Logan, el cual no fue fundado hasta 1871.
Inicialmente el condado solo tenía una sede, Ozark. Sin embargo, los ciudadanos que vivían al sur del río Arkansas se quejaron de lo difícil que era cruzar el río, por lo que se estableció otra sede en Charleston.

## Geografía
Según la Oficina del Censo, el condado tiene un área total de 1605 km² (620 sq mi), de la cual 1579 km² (610 sq mi) es tierra y 26 km² (10 sq mi) (1,63%) es agua.

### Condados adyacentes
- Condado de Madison (norte)
- Condado de Johnson (este)
- Condado de Logan (sureste)
- Condado de Sebastian (suroeste)
- Condado de Crawford (oeste)

### Áreas protegidas nacionales
- Ozark-St. Francis National Forest

## Autopistas importantes
- Interestatal 40
- U.S. Route 64
- Ruta Estatal de Arkansas 22
- Ruta Estatal de Arkansas 23
- Ruta Estatal de Arkansas 41
- Ruta Estatal de Arkansas 60
- Ruta Estatal de Arkansas 96

## Demografía
En el  censo de 2000, hubo 17 771 personas, 6882 hogares, y 4961 familias residiendo en el condado. La densidad poblacional era de 29 personas por milla cuadrada (11/km²). En el 2000 había 7673 unidades unifamiliares en una densidad de 13 por milla cuadrada (5/km²). La demografía del condado era de 96,17% blancos, 0,62% afroamericanos, 0,80% amerindios, 0,26% asiáticos, 0,06% isleños del Pacífico, 0,74% de otras razas y 1,35% de dos o más razas. 1,74% de la población era de origen hispano o latino de cualquier raza. 
La renta promedio del condado era de $30 848 y el ingreso promedio para una familia era de $36 189. En 2000 los hombres tenían un ingreso per cápita de $27 907 versus $18 822 para las mujeres. La renta per cápita para el condado era de $14 616 y el 15,20% de la población estaba bajo el umbral de pobreza nacional.

## Ciudades y pueblos
| - Altus - Branch | - Charleston - Denning | - Ozark - Wiederkehr Village |